# Tóth Balázs (labdarúgó, 1997)
Tóth Balázs (Kazincbarcika, 1997. szeptember 4. –) magyar labdarúgó, a Blackburn Rovers kapusa.

## Pályafutása

### Klubcsapatokban
Amikor a zubogyi általános iskolába járt, akkor még a mezőnyben játszott, csatár volt. 11 gólt szerzett egy iskolai mérkőzésen. Tízévesen már a Kazincbarcika ifjúsági csapatában szerepelt. Egy edzésen beállt védeni, és Szabó István edző fantáziát látott benne: ezután a kapuban volt a helye.

#### Puskás Akadémia
12 évesen a Puskás Akadémiához került. 2020. március 14-én a Mezőkövesd elleni mérkőzésen mutatkozott be az NB I-ben. A kapusedzője Balajcza Szabolcs volt. A Puskás Akadémia 2022 nyaráig kötött vele szerződését. 2021 tavaszán egymás után három különböző mérkőzésen mutatta be a forduló védését.
A Nemzeti Sport munkatársai az őszi és tavaszi szezon mérkőzéseire adott osztályzatai alapján elkészítették a 2020–2021-es első osztályú labdarúgó-bajnokság összesített játékosrangsorát, ahol Tóth Balázs 5,840 ponttal lett az idény legjobb kapusa.
2021. július 8-án játszotta első nemzetközi kupameccsét Turkuban: az Európa Konferencia Liga selejtezőjében, az Inter Turku elleni 1–1-re végződő mérkőzésen.
2021. október 15-én az MTK elleni mérkőzés 89. percében vállsérülést szenvedett, 2022. március 5-én az Újpest elleni mérkőzésen tért vissza a pályára.

#### Fehérvár
2023 augusztusában kölcsönszerződéssel a Fehérvár játékosa lett. 2024. június 30. után opciós jogot szerzett a megvásárlására a fehérvári együttes, amellyel − miután Tóth 30 élvonalbeli mérkőzésen állt a csapat kapujában a 2023−24-es idényben − élt is.

#### Blackburn Rovers
2024 augusztusában az angol másodosztályban szereplő Blackburn Rovers 1 millió fontos ajánlatot tett a Fehérvárnak Tóth játékjogáért. Szerződtetését augusztus 30-án jelentette be hivatalosan az angol klub. Tóth három évre szóló szerződést írt alá új klubjához.
2025. január 11-én győztes FA-kupa-meccsen, kapott gól nélkül mutatkozott be a Blackburn első csapatában: a Middlesbrough vendégeként 1–0-s győzelemmel bejutottak a legjobb 32 közé. Február 9-én az FA-kupában a Blackburn 2–0-s vereséget szenvedett hazai pályán az élvonalbeli Wolverhampton Wandererstől, és kiesett a további kupaküzdelmekből. Tóth öt védést bemutatva csapata legjobbja volt a találkozón.

### A válogatottban
2018. június 08-án Magyarország U21 válogatottjában egy mérkőzésen védett (Azerbajdzsán – Magyarország 3–3). 2021 márciusában meghívót kapott Marco Rossi szövetségi kapitánytól a lengyel, San Marinó-i és az andorrai válogatottak elleni válogatott mérkőzésekre készülő magyar válogatott 26 fős keretébe.
2025. június 10-én Bakuban az Azerbajdzsán ellen 2–1-re megnyert felkészülési mérkőzésen a kezdőcsapatban kapott helyet, az 58. percben Szappanos Péter váltotta.

## Statisztika

### Klubcsapatokban
2025. augusztus 16-i állapot szerint.
| Klub               | Szezon         | Bajnokság      | Bajnokság | Bajnokság | Kupa  | Kupa  | Nemzetközi | Nemzetközi | Egyéb | Egyéb | Összesen | Összesen |
| Klub               | Szezon         | Liga           | Mérk.     | Gólok     | Mérk. | Gólok | Mérk.      | Gólok      | Mérk. | Gólok | Mérk.    | Gólok    |
| ------------------ | -------------- | -------------- | --------- | --------- | ----- | ----- | ---------- | ---------- | ----- | ----- | -------- | -------- |
| Puskás Akadémia II | 2015–16        | NB II          | 11        | 0         | —     | —     | —          | —          | —     | —     | 11       | 0        |
| Puskás Akadémia II | 2016–17        | NB III         | 13        | 0         | —     | —     | —          | —          | —     | —     | 13       | 0        |
| Puskás Akadémia II | 2017–18        | NB III         | 15        | 0         | —     | —     | —          | —          | —     | —     | 15       | 0        |
| Puskás Akadémia II | 2019–20        | NB III         | 5         | 0         | —     | —     | —          | —          | —     | —     | 5        | 0        |
| Puskás Akadémia II | Összesen       | Összesen       | 44        | 0         | —     | —     | —          | —          | —     | —     | 44       | 0        |
| Csákvár            | 2018–19        | NB II          | 25        | 0         | —     | —     | —          | —          | —     | —     | 25       | 0        |
| Csákvár            | Összesen       | Összesen       | 25        | 0         | —     | —     | —          | —          | —     | —     | 25       | 0        |
| Puskás Akadémia    | 2019–20        | NB I           | 9         | 0         | 4     | 0     | —          | —          | —     | —     | 13       | 0        |
| Puskás Akadémia    | 2020–21        | NB I           | 30        | 0         | 4     | 0     | —          | —          | —     | —     | 34       | 0        |
| Puskás Akadémia    | 2021–22        | NB I           | 17        | 0         | —     | —     | 4          | 0          | —     | —     | 21       | 0        |
| Puskás Akadémia    | 2022–23        | NB I           | 20        | 0         | —     | —     | —          | —          | —     | —     | 20       | 0        |
| Puskás Akadémia    | Összesen       | Összesen       | 76        | 0         | 8     | 0     | 4          | 0          | —     | —     | 88       | 0        |
| Fehérvár           | 2023–24        | NB I           | 30        | 0         | 1     | 0     | —          | —          | —     | —     | 31       | 0        |
| Fehérvár           | 2024–25        | NB I           | 5         | 0         | —     | —     | 4          | 0          | —     | —     | 9        | 0        |
| Fehérvár           | Összesen       | Összesen       | 35        | 0         | 1     | 0     | 4          | 0          | —     | —     | 40       | 0        |
| Blackburn Rovers   | 2024–25        | Championship   | 6         | 0         | 2     | 0     | —          | —          | —     | —     | 8        | 0        |
| Blackburn Rovers   | 2025–26        | Championship   | 2         | 0         | —     | —     | —          | —          | —     | —     | 2        | 0        |
| Blackburn Rovers   | Összesen       | Összesen       | 8         | 0         | 2     | 0     | —          | —          | —     | —     | 10       | 0        |
| Karrier összes     | Karrier összes | Karrier összes | 188       | 0         | 11    | 0     | 8          | 0          | —     | —     | 207      | 0        |

1. ↑  Magában foglalja a magyar, illetve az angol kupában való pályára lépéseit.
2. ↑  Magában foglalja az UEFA Konferencia Liga selejtezőjében való pályára lépéseit.

### A válogatottban
| Magyarország | Magyarország | Magyarország |
| Év           | Mérk.        | Gólok        |
| ------------ | ------------ | ------------ |
| 2025         | 1            | 0            |
| Összesen     | 1            | 0            |

### Mérkőzései a válogatottban
| Magyarország | Magyarország     | Magyarország      | Magyarország | Magyarország | Magyarország | Magyarország | Magyarország | Magyarország |
| #            | Dátum            | Helyszín          | Hazai        | Eredmény     | Vendég       | Kiírás       | Gólok        | Esemény      |
| ------------ | ---------------- | ----------------- | ------------ | ------------ | ------------ | ------------ | ------------ | ------------ |
| 1.           | 2025. június 10. | Baku, Dalğa Arena | Azerbajdzsán | 1 – 2        | Magyarország | barátságos   | -            | 58'          |
|              | Összesen         |                   |              | 1            | mérkőzés     |              | 0            | gól          |

## Sikerei, díjai
Puskás Akadémia
- Magyar labdarúgó-bajnokság bronzérmes (2): 2019–20,  2021–22
- Magyar labdarúgó-bajnokság ezüstérmes (1): 2020–21

Egyéni elismerés
- Fülöp Márton-díj a 2023–2024-es szezon legszebb védéséért a HLSZ (Hivatásos Labdarúgók Szervezete) szavazásán: 2024[16]